# Плавання на відкритій воді на Чемпіонаті світу з водних видів спорту 2017 — командні змагання
Змагання з командного плавання на відкритій воді на Чемпіонаті світу з водних видів спорту 2017 відбулися 20 липня.

## Результати
Заплив розпочався о 10:00.
| 1  | Франція         | 54:05.9   |
| 2  | США             | 54:18.1   |
| 3  | Італія          | 54:31.0   |
| 4  | Австралія       | 54:42.9   |
| 5  | Велика Британія | 54:51.1   |
| 6  | Бразилія        | 55:19.6   |
| 7  | Угорщина        | 55:23.7   |
| 8  | Німеччина       | 55:41.8   |
| 9  | Японія          | 55:54.0   |
| 10 | Росія           | 55:55.1   |
| 11 | Канада          | 55:58.3   |
| 12 | ПАР             | 56:05.3   |
| 13 | Аргентина       | 56:43.4   |
| 14 | Еквадор         | 58:01.2   |
| 15 | Ізраїль         | 58:20.7   |
| 16 | Чехія           | 58:32.2   |
| 17 | Мексика         | 58:32.5   |
| 18 | Казахстан       | 1:00:59.3 |
| 19 | Гонконг         | 1:02:11.7 |